# 코파 델 프레시덴테 데 라 레푸블리카 1933
코파 델 프레시덴테 데 라 레푸블리카 1933(스페인어: Copa del Presidente de la República de Fútbol 1933)은 스페인의 최상위 축구 컵대회의 31번째 시즌이다. 이 대회는 1933년 4월 9일에 시작되어 1933년 6월 25일에 바르셀로나의 몬주이크에서 열린 결승전으로 마무리되었다. 아틀레틱 빌바오는 통산 13번째이자 4년 연속 우승을 달성했다.

## 참가 구단
이전과 마찬가지로, 구단들은 지역 선수권 성적에 따라 대회 참가 자격을 획득했다.
- 아스투리아스 주 (3개 구단): 오비에도, 스포르팅 히혼, 클루브 히혼
- 발레아레스 제도 (1개 구단): 콘스탄시아
- 카나리아 제도 (1개 구단): 비크토리아
- 칸타브리아 주 (2개 구단): 라싱 산탄데르, 힘나스티카 토렐라베가
- 카탈루냐 주 (3개 구단): 바르셀로나, 에스파뇰, 팔라프루젤
- 갈리시아 주 (3개 구단): 셀타 비고, 데포르티보, 라싱 페롤
- 기푸스코아 도–나바라 주–아라곤 주 (5개 구단): 우니온 클루브, 도노스티아, 로그로뇨, 오사수나, 사라고사
- 무르시아 주 (2개 구단): 무르시아, 에르쿨레스
- 중부-남부 (5개 구단): 마드리드, 아틀레틱 마드리드, 바야돌리드 데포르티보, 세비야, 베티스
- 서부 (1개 구단): 레크레아티보
- 발렌시아 주 (3개 구단): 발렌시아, 카스테욘, 레반테
- 비스카이아 도 (3개 구단): 아틀레틱 빌바오, 바라칼도, 아레나스 게초

## 32강전
1차전은 1933년 4월 9일에 진행되었다. 2차전은 1933년 4월 16일에 진행되었다.
| 팀 1                  | 합계 | 팀 2              | 1차전 | 2차전 |
| --------------------- | ---- | ----------------- | ----- | ----- |
| 마드리드              | 5–2  | 라싱 산탄데르     | 4–1   | 1–1   |
| 도노스티아            | 4–6  | 스포르팅 히혼     | 2–2   | 2–4   |
| 바야돌리드 데포르티보 | 2–8  | 발렌시아          | 2–2   | 0–6   |
| 아레나스 게초         | 3–7  | 아틀레틱 빌바오   | 2–2   | 1–5   |
| 바르셀로나            | 2–4  | 베티스            | 2–0   | 0–4   |
| 레크레아티보          | 3–8  | 무르시아          | 3–1   | 0–7   |
| 힘나스티카 토렐라베가 | 1–4  | 팔라프루젤        | 1–1   | 0–3   |
| 비크토리아            | 2–6  | 아틀레틱 마드리드 | 2–2   | 0–4   |
| 셀타 비고             | 3–4  | 사라고사          | 2–3   | 1–1   |
| 클루브 히혼           | 1–6  | 에스파뇰          | 1–3   | 0–3   |
| 로그로뇨              | 3–7  | 우니온 클루브     | 1–2   | 2–5   |
| 콘스탄시아            | 3–4  | 카스테욘          | 1–1   | 2–3   |
| 라싱 페롤             | 1–4  | 에르쿨레스        | 1–1   | 0–3   |
| 레반테                | 4–7  | 데포르티보        | 3–0   | 1–7   |
| 세비야                | 7–4  | 오비에도          | 4–1   | 3–3   |
| 바라칼도              | 1–5  | 오사수나          | 1–1   | 0–4   |

## 16강전
1차전은 1933년 5월 7일에 진행되었다. 2차전은 1933년 5월 14일에 진행되었다.
| 팀 1              | 합계 | 팀 2            | 1차전 | 2차전 |
| ----------------- | ---- | --------------- | ----- | ----- |
| 아틀레틱 마드리드 | 5–5  | 발렌시아        | 3–4   | 2–1   |
| 우니온 클루브     | 0–11 | 마드리드        | 0–2   | 0–9   |
| 세비야            | 2–7  | 아틀레틱 빌바오 | 1–2   | 1–5   |
| 오사수나          | 5–7  | 데포르티보      | 5–2   | 0–5   |
| 스포르팅 히혼     | 7–3  | 카스테욘        | 5–0   | 2–3   |
| 사라고사          | 3–5  | 에스파뇰        | 3–1   | 0–4   |
| 에르쿨레스        | 4–7  | 베티스          | 3–3   | 1–4   |
| 팔라프루젤        | 1–4  | 무르시아        | 1–0   | 0–4   |

- 승자 결정전

| 팀 1     | 결과 | 팀 2              |
| -------- | ---- | ----------------- |
| 발렌시아 | 2–1  | 아틀레틱 마드리드 |

## 8강전
1차전은 1933년 5월 28일에 진행되었다. 2차전은 1933년 6월 4일에 진행되었다.
| 팀 1       | 합계 | 팀 2            | 1차전 | 2차전 |
| ---------- | ---- | --------------- | ----- | ----- |
| 무르시아   | 5–6  | 에스파뇰        | 5–3   | 0–3   |
| 데포르티보 | 3–12 | 아틀레틱 빌바오 | 2–4   | 1–8   |
| 마드리드   | 13–0 | 스포르팅 히혼   | 8–0   | 5–0   |
| 베티스     | 5–6  | 발렌시아        | 4–2   | 1–4   |

## 준결승전
1차전은 1933년 6월 11일에 열렸다. 에스파뇰과 아틀레틱 빌바오 간의 2차전 경기는 1933년 6월 16일에, 발렌시아와 마드리드 간의 2차전 경기는 1933년 6월 18일에 열렸다.
| 팀 1            | 합계 | 팀 2     | 1차전 | 2차전 |
| --------------- | ---- | -------- | ----- | ----- |
| 마드리드        | 6–2  | 발렌시아 | 3–1   | 3–1   |
| 아틀레틱 빌바오 | 3–1  | 에스파뇰 | 1–0   | 2–1   |

## 결과
| 아틀레틱 빌바오               | 2–1 | 마드리드     |
| ----------------------------- | --- | ------------ |
| 고로스티사 73′ · 라푸엔테 75′ |     | 라스카노 23′ |

| 코파 델 프레시덴테 데 라 레푸블리카 1933 우승 |
| --------------------------------------------- |
| 아틀레틱 빌바오 13번째 우승                   |

## 참고
1. ↑  1933년 5월 16일 사라고사에서 진행